# Lascahobas
Lascahobas (en créole haïtien : Laskawobas) est une commune d'Haïti située dans le département du Centre et le chef-lieu de l'arrondissement de Lascahobas. Sur le plan touristique, les grottes Nan Remi, Nan Frechè, Nan Kafe, et La Peigne, qui se trouvent à cinq minutes du centre-ville, font de Lascahobas une ville magnifique.

## Géographie
La commune est située près du lac de Péligre.

## Démographie
La commune est peuplée de 45 873 habitants(recensement par estimation de 2015).

## Administration
La commune est composée des sections communales de :
- Petit Fond
- Juampas
- La Hoye

## Économie
L'économie locale repose sur la production du café, de la canne à sucre, du tabac et du sisal.